# Formation et qualification professionnelle
Pour les articles homonymes, voir FQP.
L'enquête Formation et qualification professionnelle ou enquête FQP est une enquête de l'Institut national de la statistique et des études économiques. L'enquête a été administrée en 1964, 1970, 1977, 1985, 1993, 2003 et 2014-2015.

## Histoire
Elle a été menée pour la première fois en 1964.
Elle a été historiquement conçue pour étudier les mobilités professionnelles. 
Elle a permis d'étudier d'étudier la mobilité sociale en France. Elle donne des informations sur la profession mais aussi sur le niveau d'éducation des parents.
Elle permet également d'étudier l'efficacité de la formation continue.
Depuis 2003, l'enquête FQP permet de connaître le lieu de naissance des parents et rend ainsi possible des travaux sur les carrières professionnelles des enfants d'immigrés.